# Torreiglesias
Torreiglesias est une commune de la province de Ségovie dans la communauté autonome de Castille-et-León en Espagne.

## Sites et patrimoine
- Chapelle de Santiaguito
- Chapelle del Santo Cristo del Humilladero
- Casa de Covatillas
- Église Nuestra Señora de la Asunción